# Nitophylloideae
Sous-famille
Les Nitophylloideae sont une sous-famille d’algues rouges de la famille des Delesseriaceae.

## Liste des genres et tribus
Selon AlgaeBase (5 février 2019) :
- genre Abroteia Harvey ex J.Agardh
- genre Acrosorium Zanardini ex Kützing
- genre Agarum Link
- genre Arachnophyllum Zanardini
- genre Aspidophora Montagne
- genre Asterocolax Feldmann & G.Feldmann
- genre Augophyllum Showe M.Lin, S.Fredericq & M.H.Hommersand
- genre Botryoglossum Kützing
- genre Calloseris J.Agardh
- genre Calonitophyllum Aregood
- genre Capraella J.De Toni
- genre Chondrophyllum Kylin
- genre Cladodonta Skottsberg
- genre Crassilingua Papenfuss
- genre Cryptopleura Kützing
- tribu des Cryptopleureae M.J.Wynne
- genre Drachiella J.Ernst & Feldmann
- genre Erythroglossum J.Agardh
- genre Flabellina Selivanova & Zhigadalova
- genre Glossopteris J.Agardh
- genre Gonimocolax Kylin
- genre Gonimophyllum Batters
- genre Halicnide J.Agardh
- genre Haraldia Feldmann
- genre Haraldiophyllum A.D.Zinova
- genre Heterodoxia J.Agardh
- genre Hideophyllum A.D.Zinova
- genre Hymenena Greville
- genre Hymenophylla Stackhouse
- genre Hymenopsis Showe M.Lin, W.A.Nelson & Hommersand
- genre Martensia K.Hering
- tribu des Martensieae M.J.Wynne
- genre Mesotrema J.Agardh
- genre Myriogramme Kylin
- tribu des Myriogrammeae M.S.Hommersand & S.Fredericq
- genre Nancythalia A.J.K.Millar & W.A.Nelson
- genre Neomartensia Yoshida & Mikami
- tribu des Neuroglosseae J.Agardh
- genre Neuroglossum Kützing
- genre Nienburgella Perestenko
- genre Nienburgia Kylin
- tribu des Nitophylleae Willkomm
- genre Nitophyllum Greville
- genre Nitospinosa Womersley
- genre Opephyllum F.Schmitz
- genre Papenfussia Kylin
- tribu des Papenfussieae M.J.Wynne
- genre Peseudopolyneura K.W.Nam & P.J.Kang
- tribu des Phycodryeae M.J.Wynne
- genre Phycodrys Kützing
- genre Phycoflabellina M.J.Wynne & C.W.Schneider
- genre Platyclinia J.Agardh
- genre Polycoryne Skottsberg
- genre Polyneura (J.Agardh) Kylin
- genre Polyneurella E.Y.Dawson
- genre Polyneuropsis M.J.Wynne, D.L.McBride & J.A.West
- genre Psammophyllum P.C.Silva & R.L.Moe
- genre Radicilingua Papenfuss
- genre Rhizoglossum Kylin
- genre Rhodoseris Harvey
- genre Robea Womersley
- genre Schizoglossum Kützing
- genre Schizoneurina A.B.Douweld
- genre Schizoseris Kylin
- genre Sorella Hollenberg
- genre Sorellocolax Yoshida & Mikami
- genre Valeriemaya A.J.K.Millar & M.J.Wynne
- tribu des Valeriemayaeae M.J.Wynne & A.J.K.Millar
- genre Womersleya Papenfuss
- genre Yendonia Kylin

Selon World Register of Marine Species (5 février 2019) :
- tribu des Cryptopleureae M.J. Wynne
- tribu des Martensieae M.J. Wynne
- tribu des Myriogrammeae M.S. Hommersand & S. Fredericq, 1997
- tribu des Neuroglosseae J.Agardh, 1898
- tribu des Nitophylleae Kylin
- tribu des Phycodryeae M.J. Wynne

Selon World Register of Marine Species (5 février 2019) :
- genre Acrosorium Zanardini ex Kützing, 1869
- genre Asterocolax Feldmann & G.Feldmann, 1951
- genre Augophyllum S.-M.Lin, S.Fredericq & M.H.Hommersand, 2004
- genre Botryoglossum Kützing, 1843
- genre Calonitophyllum Aregood, 1975
- genre Cladodonta Skottsberg, 1923
- genre Cryptopleura Kützing, 1843
- genre Drachiella J.Ernst & Feldmann, 1957
- genre Erythroglossum J.Agardh, 1898
- genre Gonimophyllum Batters, 1892
- genre Haraldiophyllum A.D.Zinova, 1981
- genre Heterodoxia J.Agardh, 1898
- genre Hymenena Greville, 1830
- genre Hymenenopsis S.-M.Lin, W.A.Nelson & Hommersand, 2012
- genre Martensia K.Hering, 1841
- genre Myriogramme Kylin, 1924
- genre Nancythalia A.J.K.Millar & W.A.Nelson, 2002
- genre Neuroglossum Kützing, 1843
- genre Nienburgia Kylin, 1935
- genre Nitophyllum Greville, 1830
- genre Nitospinosa Womersley, 2003
- genre Opephyllum F.Schmitz, 1897
- genre Phycodrys Kützing, 1843
- genre Phycoflabellina M.J.Wynne & C.W.Schneider, 2017
- genre Polycoryne Skottsberg, 1919
- genre Polyneura (J.Agardh) Kylin, 1924
- genre Polyneuropsis M.J.Wynne McBride & J.A.West, 1973
- genre Pseudopolyneura K.W.Nam & P.J.Kang, 2012
- genre Radicilingua Papenfuss, 1956
- genre Robea Womersley, 2003
- genre Schizoseris Kylin, 1924
- genre Valeriemaya A.J.K.Millar & M.J.Wynne, 1992
- genre Womersleya Papenfuss, 1956